# Jordan Miller
Jordan Tyler Miller (Anaheim, California, 23 de enero de 2000) es un baloncestista estadounidense que pertenece a la plantilla de Los Angeles Clippers de la NBA, con un contrato dual que le permite jugar además en su filial de la G League, los San Diego Clippers. Con 1,96 metros de estatura, juega en la posición de alero.

## Trayectoria deportiva

### Universidad
Jugó tres temporadas con los Patriots de la Universidad George Mason, en las que promedió 13 puntos, 5,9 rebotes, 1,4 asistencias y 1 robos de balón por partido. En su tercera temporada en el equipo fue incluido en el tercer mejor quinteto de la Atlantic 10 Conference. Tras el final de la temporada, Miller ingresó al portal de transferencias de la NCAA.
Fue transferido a los Hurricanes de la Universidad de Miami, donde jugó dos temporadas más, en las que promedió 12,7 puntos, 6,1 rebotes, 1,9 asistencias y 1,5 robos de balón por partido. En su última temporada fue incluido en el segundo mejor quinteto de la Atlantic Coast Conference.

#### Estadísticas
| Año     | Equipo       | PJ  | PT  | MPP  | %TC  | %3P  | %TL  | RPP | APP | ROB | TPP | PPP  |
| ------- | ------------ | --- | --- | ---- | ---- | ---- | ---- | --- | --- | --- | --- | ---- |
| 2018–19 | George Mason | 17  | 16  | 29.6 | .612 | .333 | .617 | 7.1 | .6  | .8  | .8  | 10.4 |
| 2019–20 | George Mason | 32  | 32  | 32.4 | .448 | .330 | .701 | 5.3 | 1.4 | 1.1 | .2  | 12.7 |
| 2020–21 | George Mason | 20  | 18  | 32.9 | .463 | .333 | .775 | 6.1 | 2.0 | 1.0 | .4  | 15.8 |
| 2021–22 | Miami        | 36  | 30  | 30.8 | .531 | .292 | .706 | 5.9 | 1.1 | 1.8 | .6  | 10.0 |
| 2022–23 | Miami        | 37  | 37  | 35.0 | .545 | .352 | .784 | 6.2 | 2.7 | 1.2 | .4  | 15.3 |
| Total   | Total        | 142 | 133 | 32.4 | .515 | .329 | .729 | 5.7 | 1.0 | 1.2 | .4  | 12.8 |

### Profesional
Fue elegido en la cuadragésimo octava posición del Draft de la NBA de 2023 por Los Angeles Clippers, con los que firmó el 7 de agosto un contrato dual que le permite jugar además en su filial de la G League, los Ontario Clippers. El 3 de marzo de 2025 los Clippers convirtieron su contrato dual en estándar, hasta el final de la temporada.
A finales de julio de 2025 consigue otro contrato dual con los Clippers.

## Estadísticas de su carrera en la NBA

### Temporada regular
| Año     | Equipo        | PJ | PT | MPP  | %TC  | %3P  | %TL   | RPP | APP | ROB | TPP | PPP |
| ------- | ------------- | -- | -- | ---- | ---- | ---- | ----- | --- | --- | --- | --- | --- |
| 2023-24 | L.A. Clippers | 8  | 0  | 3.5  | .556 | .500 | 1.000 | .6  | .0  | .0  | .0  | 1.6 |
| 2024-25 | L.A. Clippers | 37 | 0  | 11.4 | .433 | .211 | .800  | 1.6 | .9  | .5  | .1  | 4.1 |
| Total   | Total         | 45 | 0  | 10.0 | .441 | .225 | .811  | 1.4 | .8  | .4  | .1  | 3.7 |

### Playoffs
| Año   | Equipo        | PJ | PT | MPP | %TC  | %3P  | %TL  | RPP | APP | ROB | TPP | PPP |
| ----- | ------------- | -- | -- | --- | ---- | ---- | ---- | --- | --- | --- | --- | --- |
| 2025  | L.A. Clippers | 3  | 0  | 4.3 | .429 | .000 | .500 | .7  | 1.3 | 1.0 | .0  | 2.3 |
| Total | Total         | 3  | 0  | 4.3 | .429 | .000 | .500 | .7  | 1.3 | 1.0 | .0  | 2.3 |